# حسن أباد أمام (تشهار دولي)
حسن أباد أمام (بالفارسية: حسن‌آباد امام) هي قرية تقع في إيران في Chaharduli Rural District. يقدر عدد سكانها بـ 544 نسمة .